# Arimanes doryensis
Arimanes doryensis är en insektsart som beskrevs av William Lucas Distant. Arimanes doryensis ingår i släktet Arimanes och familjen hornstritar. Inga underarter finns listade i Catalogue of Life.